# Ole Worm
 For alternative betydninger, se Ole Worm (1667-1708).
Ole Worm (13. maj 1588 – 31. august 1654) var en dansk læge, oldtidsforsker og polyhistor. Han var født i Aarhus, studerede medicin ved flere europæiske universiteter og praktiserede en periode som læge i England.

## Opvækst
Ole Worms familie stammede oprindelig fra Geldern i den nordvestlige del af Nederlandene, men måtte flygte fra de katolske forfølgelser af calvinisterne og slog sig ned som købmænd i Århus. Her blev de integreret i byens borgerskab. Bedstefaderen blev rådmand, og Ole Worms far, Willum, blev borgmester. På det tidspunkt var det ikke uproblematisk at være calvinist i Danmark, men der er ikke beviser på, at det skulle have voldt problemer, og efter latinskole foregik Worms uddannelse i første omgang ved calvinistiske uddannelsesinstitutioner: Gymnasiet i Marburg, universiteterne i Marburg og Giessen og Strasbourg. Typisk for tiden tog Worm en alsidig uddannelse, som omfattede både sprogvidenskab, filosofi og teologi, indtil han til sidst fokuserede på medicin og studerede ved europas førende medicinske skoler: Basel (1607) og Padua (1608). Efterfølgende foretog han omfattende rejser i Italien og Frankrig, hvor han praktiserede som læge i Paris. Hjemrejsen foregik via Nederlandene, hvor det nye universitet i Leiden allerede var blevet et af Europas førende. I 1610 var han kortvarigt i København, men rejste hurtigt ud igen. Tilbage i Marburg studerede han eksperimentel kemi, og drog derefter til England, hvor han i halvandet år praktiserede som læge.

## Karriere
I 1613 blev han udnævnt til professor ved Københavns Universitet, først som pædagogicus, der var den laveste rang, men efterhånden avancerede han, til han i 1624 blev professor i medicin. Det var han til sin død. Han var i flere perioder også universitetets rektor. I 1615 blev han gift med Dorthe Fincke, som var datter af Professor Thomas Fincke, der havde stor magt ved universitetet og giftede sine fire døtre til lovende akademikere. Gennem sit ægteskab med Dorthe Fincke, kom Worm i familie med hendes svogre Caspar Bartholin og Jørgen Fuiren, der begge var læger. Familien udgjorde op gennem 1600-tallet kernen i lægemiljøet ved både Københavns Universitet og i byen.
Worm var en engageret oldtidsforsker og udgav i 1643 Monumenta danica, en samling billeder af runesten og runeindskrifter. Han opbyggede en stor samling i sit raritetskabinet, som på dette tidspunkt var på mode bl.a. Europas bedre borgerskab. Det store museum blev kendt som Museum Wormianum, og var landets første museum. Hovedparten af samlingen var fra mineral-, plante- og dyreriget, men der var også antikviteter, kunstgenstande og etnografika.
Efter hans død indgik samlingen i Kongens Kunstkammer. Se også Guldhornene. En del af Worms samling kan i dag ses på Geologisk Museum.
Worm overså ikke, at Norge kunne være en kilde til information om fortiden. Sommeren 1626 rejste studenten Jon Skonvig på opdrag af Worm rundt i Bergen Stift for at registrere lokale fortidsminder. Blandt andet kom han under sit ophold i Jølster på sporet af Audun Hugleiksson og beskrev ruinerne af Auduns slot som "en Steenhob".
I 1622 fik han udvirket et missiv, som påbød bisperne at indsamle indberetninger om oldsager og historiske beretninger rundt omkring fra Danmarks stifter. Disse indberetninger udgør en af de første samlinger af arkæologisk og topografisk og lokalhistorisk viden om Danmark.
I 1638 fastslog han, at horn fra enhjørninge stammede fra narhvaler.
Han virkede gennem alle årene som læge i København for alle, fra kongehuset til de fattigste. Under flere pestepidemier blev han i byen for at pleje sine patienter. Worm oplevede mindst fem udbrud af pest i København. Først i 1625 kom en lovgivning om forholdsregler ved pestudbrud. I det ene mistede han en datter, i et andet sin første kone, Dorothea Fincke, sin far, sin søster og sin svoger Caspar Bartholin. I en senere epidemi mistede han sin anden kone, Susanne Madsdatter, skønt han for en sikkerheds skyld havde sendt hende på landet. Han skrev, at han havde "mistet min eneste Trøst i dette elendige Liv, min højtelskede Hustru". Selv døde han i epidemien, der brød ud i København i februar 1654. Den havde taget livet af en tredjedel af befolkningen på Bornholm i efteråret 1653 og nævnes den 24. februar 1654 for første gang i København, da Karen Lauritzdatter fra Ebeltoft døde af pest 20 år gammel. Til midten af maj blev "den store P" for "død af pest" kun brugt nogle få gange, men så tog sygdommen til og rasede heftigt til ud på efteråret. Da var også Worm død. Til sin søn Willum skrev han 22. juli 1654 om sygdommen, at den var "heftig", dræbte i løbet af fire dage, og at sygdomsforløbet indebar mathed, kuldegysninger, bylder og til sidst sorte og gustne pletter i huden.
Den genre-skabende amerikanske horrorforfatter H. P. Lovecraft nævner Ole Worm ved hans latinske navn Olaus Wormius som oversætteren af den fiktive lærebog Necronomicon.